# 우치노마키정
우치노마키정(일본어: 内牧町)은 일본 구마모토현 아소군에 설치되었던 정이다. 

## 참고 문헌
- 角川日本地名大辞典編纂委員会, 『角川日本地名大辞典 43 熊本県』1987, 角川書店